# 村野弘二

村野弘二 東京音楽学校入学時

村野 弘二（むらの こうじ、1923年（大正12年）7月30日 - 1945年（昭和20年）8月21日）は、日本の作曲家。東京音楽学校本科在学中に学徒出陣し、フィリピンルソン島で自決。在学中に学内で発表し高く評価されたオペラ『白狐』の楽譜が、2015年に再発見される。

## 生涯

### 幼少期
1923年7月30日、兵庫県姫路市北条口にて、当時、日出紡織（後の大和紡績）姫路工場長であった村野貞朗（さだお）と村野小酉（ことり）の次男として生まれた。本籍地は、福井県福井市簸川中町。祖父・村野文次郎は、福井に羽二重の技術を導入し福井商業会議所副会長を務め、県織物組合より欧州に派遣されている。父の兄・村野二三男は、陸軍少将（陸士17期）。父の姉・房於は文次郎の甥と結婚し、その子 村野正太郎 海軍少佐（海機42期）は弘二の従兄にあたる。なお、父が分家をする前に長男 譲司が死亡していたため、戸籍上は弘二が長男になっている。
一家は大阪勤務となった父の転勤で、兵庫県武庫郡魚崎町（現・神戸市東灘区）に転居する。1930年、弘二は魚崎小学校に入学。翌年の1931年に同本山町野寄（現・神戸市東灘区甲南町）に転居。弘二は、そのまま魚崎小学校を卒業する。
貞朗は、手記『弘二の死を知って』に以下のように書いている。

弘二は中学校を出るまでピアノひとつ正規の教えを受けたことはないが、生まれて物心が付き初めてから、音楽は好きであった。三つ位の時、蓄音機の前に坐って、妻や女中にレコードをかけさせて、一所懸命、聴き入っていた。そして文字も読めないのにレコードのマークや文字の形で、一つひとつ何のレコードであるかを覚えて、今度はこれを掛けよ、次はこれと、自分が聴きたいものを指定した。

### 神戸一中
1936年（昭和11年）、弘二は兵庫県立 第一神戸中学校（現 兵庫県立神戸高校）に入学する。その直前の1月、生母 小酉が結核で死去（弘二12歳）。1年3ヵ月後、父は継母 ふみと再婚する。さらに昭和14年には、姉 晴子も結核で死去している。
小学校・中学校の同級生だった加藤 進は、42回生卒業45周年記念誌『おおとり』に弘二の思い出を寄せている。

慈母や姉上が病死され貞朗氏が再婚されたことは、多感な村野君に複雑な陰翳をもたらしたのではあるまいか。彼は余り勉強をしなくなったが、詩や美術へ殊に音楽への傾斜が目立ってきたのである。

中学三年生のころから作曲に熱中し始める。貞朗の手記は以下のようにいう。

毎夜おそくまで二階の自分の部屋で何か作曲して、一部出来上がると夜の夜中でも勇ましく階段を下りてきて、応接室に入ってピアノで演じて見るというあり様で、中学の学芸会には何か自分の曲を演奏していたようである。

この頃、自作の楽譜や練習用の写譜、教本などには、すべて通し番号をつけて整理していた。また、署名には「Koji Felix Murano」を用いている。 1940年（昭和15年）、日中戦争が長期化する時節にあって、国を挙げて紀元2600年の祝賀が行われた。最高学年（5年生）となった弘二も、ピアノ独奏曲『紀元二千六百年奉祝曲「大聖代」』を作曲（11月10日）、同校の学芸誌『晩鐘』に楽譜が掲載された。本人は同誌に以下のような文章を寄せている。

これはかねてより私の念願の一つであった雅楽調によるピアノ小品創作の実現ででもありました。「古典への回帰。」「国民楽派の樹立。」等が盛んに叫ばれている今日この頃、きわめて意義あることと、私自ら、感激を深くしたのであります。

また、12月3日には、校内学芸大会において、『故 西園寺公望公之御霊前に呈げまつる Funeral March』を発表した。楽譜に「昭和十五年十二月三日、神戸一中 秋季校内学藝大会に於いて発表せり。因みに翌々日五日は、公の国葬当日であった。」と本人が記載している。この当時の学内での演奏について、同級生 伊藤 淳二は、その著書『天命』の中で「忘れ得ぬ人々――天才的な三人の友」として、以下のように書いている。
昭和十五年、神戸一中恒例の弁論大会で、学芸部長であった私の処に、異色の二人が出場を申し出てきた。一人は村野弘二君、一人は平林直樹君である。村野君はピアノの独奏、平林君は何やらむずかしい演題の弁論で会った。当時、弁論大会で音楽の部の出演者は、多くの場合ピアノ演奏であり、曲目はこれまた多くの場合、ショパンかベートーベンであった。ところが村野君は、自分の作曲したものを演奏するという。しかも、彼は独自の音楽理論をもっていて「これからは不協和音の時代、つまりドビツシィー、ジャズの時代がくる」といい、三曲程、不協和音で一貫した自作の曲を演奏した。
ベートーベンやショパンを聞きなれた生徒たちは、一瞬ぽかんとした。演奏した後も拍手はためらいがちなものであった。弁論大会終了後の講評で、音楽担当の金健次先生が、「私は何と講評していいか分からん。とも角、自分の作品を堂々と演奏したことに感服した」と何だか意味のとりがたい講評をした。村野君が「誰も、何も分かってへん」と憮然とした顔で、その後、私に語ったのを忘れられぬ。
音楽ばかりに熱中して進路を一向に決めない弘二を心配した父 貞朗は、音楽家としての才能があるかどうか専門家に判断してもらうことに決める。亡き長女 晴子の通った甲南女学校の音楽教師であり、作曲法の著作もある池尻景順が隣町の住吉に住んでおり、そのもとを弘二を連れて訪れた。自作の楽譜を見、ピアノ演奏を聞いた池尻は、「作曲のメロディーには一風面白いところがあって、有望だと思います」と評した。それから一年間、弘二は池尻宅に週2回通い、ピアノと作曲の指導を受けた。
なお、貞朗の手記ではこの年は東京音楽学校を受験していないことになっているが、音楽学校には受験の記録がある。伊藤淳二も、学科はパスしたが独学のピアノ実技で落ちた旨を『天命』に書いている。

### 浪人時代
浪人した1年間は、作曲・編曲やピアノの練習に明け暮れていた。
1941年（昭和16年）7月4日、村野家で第3回家庭音楽会が行われる。現存する肉筆のメンデルスゾーン『歌の翼に』の楽譜の表紙に、弘二が以下のように書いている。「小島幸先生」とは東隣に住んでいた関西歌劇団のソプラノ歌手 小島 幸(1915-？）、「村野太郎」とは従姉で海軍イ号潜水艦の機関長である。

昭和16年7月4日、第3回家庭音楽会に先立ちて小島幸先生のソプラノと、村野正太郎氏のアコーディオン助奏とのために編曲したるものを、再び改編して独奏ヴァイオリンとセロ及びピアノのために、即ち、ピアノ・トリオ用の曲となせり。尚、独奏ヴァイオリンの代わりに声楽を以ってなすも可なり。

この1年間に自作として楽譜が残っているものは、島崎藤村の詩による独唱曲『小兔の歌』（6月3日）、詩曲『秋はむなしうして』（9月27日）、オーバネェル詩（上田敏訳） 歌曲『海のあなたの』（11月6日）がある。

### 東京音楽学校
1942年（昭和17年）春、東京音楽学校を受験し合格、予科に入学する。同期の「作曲志願の者」は、弘二の他、團伊玖磨、大中恩、島岡譲、鬼頭恭一、友野秋雄、竹上洋子の計7名である。
弘二は下総 皖一の作曲の授業を團と二人組で受けていたことが、東京藝術大学史料室に残されている下総の時間割から分かる。ほかに、理論を橋本國彦、ピアノを永井進に師事。
東京では、江古田にあった伯母の婚家に下宿した。慶応義塾大学に進学した同級生 伊藤 淳二の日吉の寄宿舎を訪ねたことがあり、終日、芸術論に花を咲かせた思い出を伊藤が『おおとり』に書いている。
1943年（昭和18年）10月、戦局悪化により学生の徴兵猶予が取り消され、弘二も11月15日に繰り上げ卒業、12月1日に入営することになった。この直前、11月13日に音楽学校の奏楽堂にて第149回 報国団 出陣学徒壮行演奏会が催され、弘二は、歌劇『白狐』第二幕『こるはの独唱』を発表する。アルト独唱は戸田 敏子（本科声楽部3年）、ピアノ伴奏は戸田の「いつもいっしょにやっていたお友達」（2015年電話）の 太田 道子（本科器楽部3年）。
この演奏会での発表が好評を博したため、弘二は『白狐』を他の3作品と共にレコードに録音する。レコードは演奏者のほか親戚や先生方に配られた。以下のSPレコード3枚組として現存している。レコードは「東京・下目黒 音響科学研究所」で作成された「音研音盤」である。（音源はこちらから）。
- 〔表〕『こるはの独唱（一）』　作詞 岡倉天心、作曲 村野弘二、独唱 戸田敏子、ピアノ伴奏 高橋美代子   〔裏〕『この朝のなげかひは』　作詞 大木惇夫、作曲 村野弘二、独唱 畑中良輔、ピアノ伴奏 村野弘二
- 〔表〕『こるはの独唱（二）』 〔裏〕『こるはの独唱（三）』
- 〔表〕『重たげの夢（一）』　作詞 三好達治、作曲 村野弘二、独唱 戸田敏子、ピアノ伴奏 村野弘二、チェロ伴奏 井上みどり　   〔裏〕『重たげの夢（二）』 『君の為』　御歌 宗良親王、謹曲 村野弘二、謹唱 村野弘二、ピアノ伴奏 高橋美代子

音楽学校在学中の貴重な楽譜や書物は、出生する際に弘二自身が選別し父に保管を頼んだ。父は神戸より安全と思われた福井市宝永中町にあった弘二の実母の実家 鷲田家に送ったが、福井空襲ですべて焼失した。現存する音楽学校入学後の自作楽譜は、おそらくレコードの吹込み用に用意したと思われる上記4曲だけである。空襲で焼けなかった神戸の実家で残された。

### 入営・出征
1943年（昭和18年）12月1日付で、第十六師団 中部第四十二部隊（京都 伏見区深草 直違橋片町 中部第三十七部隊内）に入営。入営の日の様子を、見送りに来た加藤進は次のように『おおとり』に書いている。
たしか十二月三日頃彼が京都伏見の通信隊へ入隊出発の日、海軍入隊が十二月十日である私は彼の家へ見送りに行った。彼は電蓄のある応接間にいた。表門にはそろそろ国防婦人会や隣保の人々が集まり始めていた。彼は最後に一枚のレコードをかけ目を閉じて聴き出した。やがて表門で村野弘二君万歳の声が始まり家の人も出発の時間を知らせに来た。彼は目を開けて立ち上がりそのレコードを途中で止めて「これでええんや」と言って笑った。私は思わず彼の手を握りしめた・・・・彼とはこれが最後であった。
入営後、甲種幹部候補生に合格。翌1944年（昭和19年）5月、伍長の階級で東京陸軍通信学校（神奈川県 相模原市）に入学。同9月末、繰り上げ卒業で出征。相模原から下関に向かう列車の中で、家族あての長い手紙を書いている（写本のみ現存）。すでに南方への輸送船は米軍の攻撃により激減しており、一行は約1ヵ月下関に滞在。この間、貞朗は宿舎になっている旅館に弘二を訪ね、同じ部屋で1泊した。10月下旬、弘二は門司から出航する。

### ルソン島
1944年（昭和19年）11月初旬、マニラに上陸。大和紡績（当時 大和工業）マニラ出張所（マニラ市 プラザセルバンテス街ソリアノビル） から「令息遊びに来た」の電信が本社の父に送達される。また、11月下旬には、本人から軍事郵便でハガキ(所在不明)が届く。 
その後、弘二は、12月末または翌1945年1月初めに、ルソン島最北部カガヤン州 ラロ東方山中陣地において、第103師団（駿兵団）通信隊 星野 実少尉の小隊に編入された。1月9日に米軍がルソン島リンガエン湾に上陸、進攻する中も、米軍が北岸からも上陸すると挟み撃ちされることになるため、駿兵団は同所に留め置かれた。 
4月23日、第14方面軍司令部が置かれていた北部山岳地帯バギオが陥落し、駿兵団にもついに一部を残しオリオン峠方面に南下するよう命令が下る。弘二の部隊も5月9日にラロを出発するが、雨季で泥濘と化した道路、米軍の爆撃により破壊された橋、現地ゲリラによる攻撃、敵機を避けて夜間に限定された行動などに進軍は困難を極め、ラロからサンチャゴまでの約150キロの移動に1カ月以上を要する。サンチャゴ到着後、弘二は通信任務に就くが、数日後の6月14日にはオリオン峠を突破した米軍が大量の戦車でサンチャゴを制圧。駿兵団は、キャンガンに移った司令部に合流しようと山岳地帯に分け入る。 

弘二の消息は、戦後、父 貞朗にもたらされた同部隊の生還者からの報告によって知ることができる。サンチャゴを撤退したころから、弘二は星野小隊を離れ通信部隊本部付きとなる。増水したマガット河畔で約半月足止めされ、約3分の1がマラリアと飢餓によって死亡した時点でも、「相当に元気だった」姿が確認されている。師団は山中を北上し、8月初めのマオヤヨ村の戦闘に参加するが占領できずに撤退し、さらに山を越えたナトニンを目指して北上を開始する。8月20日、部下の軍曹 小林正香が遅れてブンヒャン村に入ると、すでに部隊本部は出発しており、衰弱して残されていた弘二と再会する。小林は最期の様子を以下のように貞朗に書き送っている。 
翌二十一日未明（四時頃でしたろうか）一発の銃声に目覚め「自決らしい」といふので附近を捜しました処、小屋より約十米はなれた草むらに村野見習士官を発見しました。弾は喉部を貫いて居りました。服は今まで来ていた服でなく、持参していた将校服（新しい服でした）に着更て居りました。戦友達と共に見習士官が持参していた少尉の襟章を見習士官の襟につけて埋葬致しました。
マガット河を渡った駿兵団約2,000名のうち、9月25日にボントックにたどり着いて武装解除したのは530名だけであった。死者のほとんどが栄養失調死だった。

### 音楽葬
フィリピンより生還した同部隊の帰還兵から、弘二死亡の報が大和紡績本社に届けられたのは、1946年（昭和21年）11月12日。戦死公報を貞朗が受け取ったのは、さらに遅れて1947年（昭和22年）3月23日であった。公報には、以下のように記載されている。 
陸軍少尉　村野 弘二　右 二十年八月十日比島北部ルソン山岳州ブンヒヤンノ戦闘ニ於テ戦死セラレ候次第条此段通知候也
星野少尉から貞朗に対しての書簡に、終戦後の自決は認められないので終戦前の戦闘による死亡として報告した旨の説明があった。 
1947年（昭和22年）4月26日 午後2時から、自宅において仏式による音楽葬が営まれた。導師は福井市興宗寺 北條鏡然師。法名は「馨樂院釋弘慧」。式次第は読経（仏壇に対して）、父親による略歴口述のあと、池尻景順による弔詞。続いて、 一連の音楽演奏（歌劇「白狐」のレコード演奏、小島 幸によるソプラノ独唱（伴奏 神沢哲郎）、神沢哲郎によるベートーベン「葬送行進曲」演奏、最後に弘二作曲・独唱 宗良親王御歌「君のため」のレコード演奏）があった。その後、読経（祭壇に対して）、焼香が行われ、最後に導師による法話があり、父親の挨拶で閉会した。
『葬儀の記』の中で父親は、「吾々遺族のせめてもの慰めとしては、弘二が終戦をしらず、敗戦の中に在りながら、一命を擲つるが真に陛下のおため、亦、お国の為めだと確信して死んだ事である」という言葉を残している。

## 作品

### 歌劇『白狐』第二幕『こるはの独唱』
『白狐』は、信太の森（現・大阪府和泉市）に伝わる「葛の葉伝説」をもとに岡倉天心が最晩となる1913年にボストンにおいて英語で書いた歌劇である。親交のあったチャールズ・マーティン・レフラーに作曲が依頼されたが、結局完成しなかった。
弘二の作曲は、清見陸郎による邦訳にもとづいている。弘二が『白狐』に出会ったきっかけとして、従兄の村野正太郎が岡倉天心に陶酔していたこととの関連が考えられる。

#### 評価
村野と東京音楽学校で同期であった團伊玖磨は村野の歌劇を「傑作」と称賛している。
「この朝のなげかひは」を歌った畑中良輔は、「オペラ《白狐》は日本の旋法を巧みに使い、ドビュッシー的なハーモニーをバックに美しいアリアがすでに書かれていた。私はこれを音に残したいと思い、当時アセテート盤でたった一枚だけ吹込みのできる銀座の白牡丹スタジオで、歌曲を私が、そして《白狐》を戸田敏子に頼んで歌ってもらった。何と言う感性の豊かな、天分に溢れた青年だろうと感嘆したものである…」と評している。
大田黒元雄は「だれに頼まれたわけでもなく、だれに奨励されたわけでもなく、いわんやどこで上演されるというあてがあったわけでもなく、ただ書かずにはいられなかったので、この一つの歌劇に没頭していたといのは、外国ならばあるいは例があるかもしれないけれど、日本ではまったく稀有のことで、甚だ愉快な話である。しかも最後の場面で、狐の生活に戻ったこるはが月を眺めてうたうアルトの詠唱は、日本人の作曲としてめずらしい傑作だということであるから、なんとかして全体の譜面を見たいものだと思っている。　私は村野君の同級生団伊玖磨君からこの歌劇のことを先日はじめて聞いた。万一村野君が戦死していたとしても、遺稿さえあれば、リムスキー=コルサコフのように自分の手でそれをなんとか完成したいと団君は言っているが、これもまた日本ではめずらしいうれしい話である」と、終戦翌年に音楽誌のエッセー（著作に収録）の中で言及している。

### 《秋の瞳》より 「この朝のなげかひは」
大木惇夫の詩集『風・光・木の葉』に収められた「秋の瞳」の11篇のうちの1篇。詩集の発表は大正14年。
この朝のなげかひは　　いともしずかに あらしめよ　　空に鳥なき　　風は木の葉にさやぐとも　　この涙　　しづかに砂に泌ましめよ

### 《海六章》より 「重たげの夢」
三好達治の詩集『一點鐘』に収められた「海 六章」のうちの1篇。詩集の発表は昭和16年。
重たげの夢 はてしなく　　うつうつと眠るわたつみ　　　　　的皪と花かぐはしく  六月の柑子（かうじ）の山は　　　　　柑子のなりにまどかなる　つらなりて　そをかこみたり　　　　　かかる日も われがうれひは　とほき日の かたゆきたらん

## 戦後の展開

### ◆2015年
TBSと毎日新聞が戦後70年を機に共同企画した「千の証言」に、弘二の姪が戦没音楽学生としての弘二について投稿。これをきっかけに毎日新聞の記者の手により、弘二の弟 村野康の自宅に保管されていた楽譜が発見される。

#### 6月 幻のオペラ発見 TBS・毎日新聞「千の証言」
村野弘二の楽譜発見のニュースが報じられる。TBS「NEWS23」（6月18日）放送、 毎日新聞（6月19日〜21日朝刊、8月1日夕刊）掲載。

#### 8月10日　TBS「NEWS23」特集放映
弘二の足跡をたどる特集。自決した現地の村で取材。

#### 7月27日 東京藝術大学による〈こるはの独唱〉再演
「戦後70年 夢を奪われた音楽学徒〜東京音楽学校の本科作曲部一年で出陣した二人の作品演奏会」
メゾソプラノ： 永井和子教授　ピアノ：森裕子助教授　＠東京藝術大学奏楽堂

### ◆2016年

#### 11月13日 大阪府和泉市の中学生の吹奏楽と合唱による〈こるはの独唱〉演奏
第60回 和泉市PTA協議会 研究大会 第1部 人権研修 「葛の葉伝説と音楽、71年目の出会い」 市立南池田中学校・信太中学校の吹奏楽部と郷荘中学校の合唱部による復刻演奏　企画： 金正 幸雄、編曲・指揮：巽 俊裕

### ◆2017年

#### 2月11日　日本映画大学 第3期生 卒業制作作品「こるはの独唱」上映
企画・編集：吉岡雅樹、撮影：林賢二、録音・制作：吉田一貴、監督：吉岡雅樹

#### 7月30日 東京藝術大学130周年記念 スペシャルプログラム「戦没学生のメッセージ」
東京音楽学校在学中の現存楽譜4作品の再演　＠東京藝術大学奏楽堂。
- 歌曲《君のため》 Bar：田中俊太郎／Pf：松岡あさひ
- 歌曲《この朝のなげかひは》Bas：高崎翔平／Pf：松岡あさひ
- 歌曲《重たげの夢》Bar：田中俊太郎／Vc：成田七海／Pf：松岡あさひ
- オペラ《白狐》より第二幕〈こるはの独唱〉Mez：永井和子／Pf：森裕子 　　 http://arcmusic.geidai.ac.jp/8371 https://www.tbs.co.jp/jnn-thefocus/archive/20170915.html

#### 9月15日 JNNドキュメンタリー「ザ・フォーカス」放映
「よみがえる旋律 ～戦地に散った若き作曲家たち～」ディレクター：TBS報道局 大野慎二郎
　https://www.tbs.co.jp/jnn-thefocus/archive/20170915.html

#### 11月23日 「戦没学生のメッセージ　～アーカイブ推進コンサート 1～」（クラウドファンディング・リターンコンサート）
浪人期の2作品の初演　＠東京藝術大学音楽学部内 第２ホール。
- 独唱曲《小兔のうた》Mez：山下裕賀／Pf：松岡あさひ
- 詩曲《秋はむなしうして》Pf：田中翔平

#### 12月2日  悪魔の飽食をうたう東京合唱団2017コンサート 《この朝のなげかひは》演奏
「戦没学生を悼み 不戦・平和のバトンをつなぐ」として、ソプラノ： 金子まり子　ピアノ：小野綾子　＠立川市民会館

### ◆2018年

#### 7月29日 東京藝術大学 トークイン・コンサート 「戦時下の音楽～教師と生徒」演奏
- 独唱曲《小兎のうた》Mez：山下裕賀／Pf：松岡あさひ
- オペラ《白狐》（岡倉天心台本）より第二幕〈こるはの独唱〉Mez：永井和子／Pf：森　裕子

＠東京藝術大学奏楽堂 https://readyfor.jp/projects/senbotsu2/announcements/75614

#### 8月8日 NHKラジオ第一「五線譜に託した最期の想い」放送
《紀元二千六百年奉祝曲「大聖代」》Pf：田中翔平
　戦後初めての演奏が収録され、番組内で使用される。番組は2018年度「ギャラクシー賞」ラジオ部門「奨励賞」を受賞。
https://www.nhk.or.jp/radiosp/gosenfu/?fbclid=IwAR0ha4Ecdzvka2yBj6XnSRfZzPUsMoUvcO3EkYDfnllEVIaeda7IVtDhyO4

### ◆2019年

#### 4月１日 戦時音楽学生Webアーカイブス「声聴館」開設
東京藝術大学史料室による記録資料の収蔵・公開を目的としたこのサイトに、弘二の資料も収載される。
https://archives.geidai.ac.jp/seichokan/

### ◆2020年

#### 11月21日 前中榮子ソプラノリサイタル「日本の歌をうたう～愛と平和への祈り～」
- 歌曲《君のため》
- 歌曲《小兎の歌》　＠銀座 王子ホール

#### 11月29日 声聴館アーカイブコンサート
- 《紀元二千六百年奉祝曲「大聖代」》Pf：田中翔平　＠東京藝術大学音楽学部内 第６ホール

### ◆2021年

#### 8月1日～8月12日 企画展「戦時下の東京音楽学校生たち」＠旧東京音楽学校奏楽堂
《重たげの夢》手稿譜 の展示

#### 8月7日 「戦後76年・里帰りコンサート in 奏楽堂」
- 《重たげの夢》Bar：田中俊太郎／Vc：松本卓以／Pf：松岡あさひ
- 《紀元二千六百年奉祝曲「大聖代」》Pf：田中翔平
- オペラ《白狐》（岡倉天心台本）より第二幕〈こるはの独唱〉Mez：山下裕賀／Pf：松岡あさひ

#### 10月2日 「音楽に託された未来――東京音楽学校のアーカイブス史料――」
- 歌曲《小兎の歌》

### ◆2022年
8月6日 「戦没学生のメッセージ」声聴館アーカイブコンサートII～原爆の日にあたって
- 歌曲《君のため》Bar：田中俊太郎／Pf：松岡あさひ ＠東京藝術大学音楽学部内 第６ホール

### ◆2023年

#### 3月21日 永井和子 退任記念独唱会
- 歌劇《白狐》より第2幕 第3場〈こるはの独唱〉Mez：永井和子／Pf：森　裕子

#### ５月7日 毎日新聞「24色のペン」
非業の死の青年と幻オペラ デジタル編集本部 牧野宏美記者

#### 8月5日 「戦没学生のメッセージ」 声聴館アーカイブコンサートIII～学徒出陣80年にあたって
- 《紀元二千六百年奉祝曲「大聖代」》Pf：田中翔平
- オペラ《白狐》より第二幕〈こるはの独唱〉Mez：永井和子／Pf：森　裕子

　  ＠東京藝術大学音楽学部内 第６ホール

#### 8月5日 「無念の五線譜――戦没音楽学生が遺した平和への調べ」
- 《紀元二千六百年奉祝曲「大聖代」》Pf：徳備祐子
- 歌曲《君のため》レコード音源再生　唄：村野弘二
- 歌曲《重たげの夢》S：金持亜美／fl：梶原一紘／Pf：徳備祐子
- オペラ《白狐》より第二幕〈こるはの独唱〉S：金持亜美／fl：梶原一紘／Pf：徳備祐子

　  ＠杉並区 座・高円寺２